# ミハイル・ガルージン
ミハイル・ユーリエヴィチ・ガルージン（ロシア語: Михаи́л Ю́рьевич Галу́зин、1960年6月14日 - ）は、ソビエト連邦・ロシア連邦の外交官。2022年11月25日より外務次官。元駐日ロシア大使。

## 人物
ガルージンの父親も駐日ソビエト連邦大使館の外交官であり、1966年から5年間を日本で過ごした。1982年から1983年までモスクワ大学から創価大学に留学をしている。
英語と日本語に堪能で、ロシア外務省第3アジア局長や日露首脳会談の通訳を務めた経験がある。また駐日大使就任前に3度の駐日ソビエト連邦大使館・ロシア大使館での勤務経験を持つ知日派の外交官である。
第二次世界大戦終結直前の1945年8月9日のソ連対日参戦を正当化する論文を発表したほか、北方領土問題や日露間平和条約締結問題では強硬派としても知られる。その一方で2022年8月に行われたJNNのインタビュー取材において、1945年8月6日にアメリカ軍が行った広島市への原子爆弾投下については「アメリカによる戦争犯罪だったと思っている。広島の市民を対象にした事実上の核実験となった」と述べ、原爆投下から77年が経過しても謝罪を表明する意図が全く無いとアメリカの姿勢を批判している。
エフゲニー・アファナーシエフ大使の退任に伴い、2018年1月29日、第6代駐日ロシア連邦大使に就任。同年12月14日、安倍晋三内閣総理大臣が日本語を話す駐日各国大使22名および次期駐日大使1名を総理公邸に招いて昼食会を主催したが、ガルージン大使も参加した各国大使のうちの一人であった。また、2020年1月8日に開催された昼食会にもガルージン大使が参加している。
2019年10月22日、皇居正殿松の間で今上天皇の即位礼正殿の儀が執り行われ、イリヤス・マゴメド＝サラモヴィチ・ウマハノフ連邦院副議長と共に参列した。
2020年8月6日、原爆投下から75年目を迎える広島で開催された平和記念式典に参列し、原爆死没者への哀悼と平和への祈りを捧げた。
2022年2月にロシアがウクライナへの軍事侵略を開始した直後に日本政府が欧米諸国と歩調を合わせてロシアに対する経済制裁を発表した際には即座に記者会見を開いて何らかの対応を行うと予告し、またウクライナ政府をナチスと批判し侵略の正当性を主張するなど、駐日ロシア大使として一貫してロシアの立場を日本国内に忠実に発信し続けた。
2022年8月6日に広島で、8月9日に長崎で行われた平和記念式典の両方ともにロシアが招待されなかったことに反発し、広島ヘは開催2日前の8月4日午前に広島入りし広島平和記念公園の原爆死没者慰霊碑に献花、午後にはロシアによるクリミアの併合を支持している一水会との円卓会議にも臨んだ。また長崎には同市内の生花店に依頼し、平和祈念像へ代理で献花した。11月下旬に駐日大使を離任すると報じられた。ガルージン大使の離任後は、11月17日よりゲンナーディー・オヴェチコ公使参事官が臨時代理大使として在外公館長を務めた。11月25日にはウラジーミル・プーチン大統領より外務次官に任命された。

## 家族
妻との間に息子が一人いる。

## 経歴
- 1960年6月14日　ソビエト連邦の首都モスクワにて出生。
- 1982年 - 1983年　モスクワ国立大学群の一つ、アジア・アフリカ諸国大学在学中に創価大学留学。
- 1983年　アジア・アフリカ諸国大学卒業、ソ連外務省入省。
- 1983年 - 1986年　駐日ソ連大使館職員。
- 1992年 - 1997年　駐日ロシア大使館職員。
- 2001年 - 2008年　駐日ロシア大使館公使。
- 2010年 - 2012年　ロシア外務省第3アジア局局長。
- 2012年 - 2017年　駐インドネシアロシア大使。
- 2012年 - 2018年　キリバス・東ティモールロシア特命全権大使（兼任）。
- 2013年 - 2018年　パプアニューギニア全権大使（兼任）。
- 2018年1月29日 - 2022年11月　駐日ロシア特命全権大使。
- 2022年11月25日 - 現在  ロシア外務省外務次官[2]。

## 栄典
- ロシア友好勲章（2016年）

### テキスト
- 大使挨拶 - 在日ロシア連邦大使館
- 駐日ロシア大使インタビュー後半 露日関係発展における安倍元首相の功績、広島平和記念式典へのロシア不招待、制裁の真の意味について - 2022年8月12日
- 駐日ロシア大使に長編インタビュー ロシアへの偏見、キャンセルカルチャー、同じ志を持つ日本人からの支援について - 2022年8月5日
- ガルージン駐日ロシア大使と懇談 - 2020年10月8日
- 様々な分野で更なる関係強化を (Further strengthening relationship in variety of areas) （英語） - 2020年6月12日
- 数多くの分野で急成長 (Rapid growth in numerous spheres) （英語） - 2019年6月12日
- 多方面で連携を強化 (Alliance strengthening in many areas) （英語） - 2018年6月12日

### 動画
- Mikhail Yurievich Galuzin, Ambassador of the Russian Federation to Japan - 日本外国特派員協会での記者会見（2022年2月2日）、発言は英語
- ミハイル・ガルージン駐日ロシア大使 会見 2021.3.10 - 日本記者クラブでのオンライン会見（2021年3月10日 14:00～15:00）、発言は日本語
- М.ガルージン駐日ロシア大使の講演「ロシア外交と露日関係」 - ホテルオークラ新潟での講演（2019年9月21日）、発言は日本語
- 「日露関係の課題と展望」 ガルージン駐日ロシア大使×鳩山友紀夫 - 東アジア共同体研究所における鳩山由紀夫元首相との対談（2019年7月8日）、発言は日本語
- ミハイル・ガルージン駐日ロシア大使　会見　2019.3.28 - 日本記者クラブでの会見（2019年3月28日 16:00～17:30）、発言は日本語
- M.ガルージン駐日ロシア大使より時事通信フォラムでの講演 - 東京都内で開かれた内外情勢調査会での講演（2019年3月20日）、発言は日本語
- 駐日ロシア大使ミハイル・ガルージンより講演：日露関係と日露未来について - 横浜市の神奈川自治体問題研究所での講演（2019年2月27日）、発言は日本語（※動画のタイトルや解説文は全てロシア語だが、講演は日本語）

| 外交職                            | 外交職                                    | 外交職                      |
| --------------------------------- | ----------------------------------------- | --------------------------- |
| 先代 エフゲニー・アファナーシエフ | 在日ロシア連邦大使 第6代：2018年 - 2022年 | 次代 ニコライ・ノズドリェフ |